# Зґнілка
Зґнілка (пол. Zgniłka) — село в Польщі, у гміні Венцборк Семполенського повіту Куявсько-Поморського воєводства.
Населення — 78 осіб (2011).
У 1975-1998 роках село належало до Бидгощського воєводства.

## Демографія
Демографічна структура станом на 31 березня 2011 року:
|          | Загалом | Допрацездатний вік | Працездатний вік | Постпрацездатний вік |
| -------- | ------- | ------------------ | ---------------- | -------------------- |
| Чоловіки | 39      | 10                 | 26               | 3                    |
| Жінки    | 39      | 7                  | 22               | 10                   |
| Разом    | 78      | 17                 | 48               | 13                   |